# Bureau européen des unions de consommateurs
Le Bureau européen des unions de consommateurs, le BEUC, est une fédération de 43 associations de consommateurs issues de trente et un pays européens (UE, EEE et pays candidats). Cette organisation de consommateurs est créée en 1962.

## Spécificités
Le Bureau européen des unions de consommateurs (BEUC), créé en 1962, est une fédération d’associations de consommateurs des pays membres qui représente les intérêts des consommateurs auprès de l’Union européenne. Il est la seule organisation communautaire qui ne s’occupe que des problèmes de consommation, les autres organisations ayant des champs d’activités plus larges.

## Membres
| Pays               | Nom de l'association                                                           |
| ------------------ | ------------------------------------------------------------------------------ |
| Allemagne          | Stiftung Warentest                                                             |
| Allemagne          | Verbraucherzentrale Bundesverband – vzbv                                       |
| Autriche           | Arbeiterkammer                                                                 |
| Autriche           | Verein für Konsumenteninformation – VKI                                        |
| Belgique           | Test-Achats                                                                    |
| Bulgarie           | Bulgarian National Association Active Consumers (Aktivni potrebiteli) - BNAAC  |
| Chypre             | Cyprus Consumers’ Association - CCA                                            |
| Danemark           | Forbrugerrådet Tænk                                                            |
| Espagne            | Confederación de consumidores y usuarios – CECU                                |
| Espagne            | Organización de consumidores y usuarios – OCU                                  |
| Estonie            | Eesti Tarbijakaitse Liit - ETL                                                 |
| Finlande           | Kilpailu- ja kuluttajavirasto - KKV                                            |
| Finlande           | Kuluttajaliitto-Konsumentförbundet                                             |
| France             | Consommation, logement et cadre de vie - CLCV                                  |
| France             | UFC-Que choisir                                                                |
| Grèce              | Association for the Quality of Life - EKPIZO                                   |
| Grèce              | Consumers' Protection Center - KEPKA                                           |
| Hongrie            | National Federation of Associations for Consumer Protection in Hungary - FEOSZ |
| Hongrie            | Országos Fogyasztóvédelmi Egyesület - OFE                                      |
| Irlande            | Consumers' Association of Ireland (en) - CAI                                   |
| Islande            | Neytendasamtökin - NS                                                          |
| Italie             | Altroconsumo                                                                   |
| Italie             | Consumatori Italiani per l'Europa - CIE                                        |
| Lettonie           | Latvijas Patērētāju interešu aizstāvības asociācija - PIAA                     |
| Lituanie           | Lietuvos vartotojų organizacijų aljansas - LVOA                                |
| Luxembourg         | Union luxembourgeoise des consommateurs - ULC                                  |
| Macédoine          | Consumers' Organisation of Macedonia - OPM                                     |
| Malte              | Ghaqda tal-Konsumaturi - CA Malta                                              |
| Norvège            | Forbrukerrådet                                                                 |
| Pays-Bas           | Consumentenbond (en)                                                           |
| Pologne            | Federacja Konsumentów - FK                                                     |
| Pologne            | Stowarzyszenie Konsumentów Polskich - SKP                                      |
| Portugal           | DECO - Associação Portuguesa para a Defesa do Consumidor                       |
| République tchèque | dTest                                                                          |
| Roumanie           | APC România                                                                    |
| Royaume-Uni        | Citizens Advice (en)                                                           |
| Royaume-Uni        | Which? (en)                                                                    |
| Slovaquie          | ZSS - Association of Slovak Consumers                                          |
| Slovénie           | Zveza Potrosnikov Slovenije - ZPS                                              |
| Suède              | Sveriges Konsumenter                                                           |
| Suisse             | Fédération romande des consommateurs - FRC                                     |